# Michael Zuroy
Michael Zuroy, né le 2 mai 1918 à New York et mort le 12 septembre 2007 dans l'État du Vermont, est un écrivain américain, spécialisé dans l'écriture de nouvelles policières.

## Biographie
Ingénieur de formation, il travaille pour plusieurs grandes compagnies et, à partir du milieu des années 1950, consacre à l'écriture dans « ses moments de loisirs. Ses nouvelles, dont le nombre dépasse les cent cinquante, relèvent aussi bien du genre policier que de l'aventure ou de la science-fiction. ». À l'occasion, il aborde le fantastique ou mêle ce genre à des intrigues policières. Ses textes paraissent pour l'essentiel dans le Ellery Queen's Mystery Magazine, le Alfred Hitchcock's Mystery Magazine et dans Manhunt, trois magazines américains consacrés à la littérature policière.
En France, une vingtaine de ses récits ont été traduits et présentent tous « des situations cultivant avec humour l'angle du bizarre ».

## Œuvre

### Nouvelles
- I'll Get Even (1955) Publié en français sous le titre Égalisation, Paris, Opta, Suspense no 17, août 1957
- Use Five Grand? (1957)
- A Coffin for Felicia (1957) Publié en français sous le titre À l'enterrement de Felicia, Paris, Opta, Alfred Hitchcock magazine no 50, juin 1965
- The Visitors (1957)
- I’m Sorry You’re Dying (1958)
- The Painter (1958)
- Loot (1958)
- The Mayor and the Gangster (1959)
- The Vicious Kid (1959)
- How Much to Kill? (1961)
- Retribution (1961)
- Say Please (1961)
- Loving and Deadly (1961) Publié en français sous le titre Restons en famille, Paris, Opta, Anthologie du suspense no 6, 1968
- Decay (1961)
- Fat Girl (1961)
- The Ugly Woman (1961)
- Pure Vengeance (1961)
- Daddy's Girl (1961) Publié en français sous le titre La Fille de son papa, Paris, Opta, Alfred Hitchcock magazine no 27, juillet 1963
- Man-Trap (1961)
- Visit to the Big City (1961) Publié en français sous le titre La Vie de château, Paris, Opta, Mystère magazine no 194, mars 1964 ; réédition dans l'anthologie Les Chefs-d'œuvre du crime, Paris, Planète, 1965
- The Cat Car (1962)
- Dirty Underwear (1962)
- The Jostlers (1962)
- The Shy Man and the Lemon Tarts (1962) Publié en français sous le titre Le Timide et les Tartes au citron, Paris, Opta, Mystère magazine no 196, mai 1964
- Price of Life (1962)
- Diminishing Wife (1962) Publié en français sous le titre La Peau de chagrin, Paris, Opta, Alfred Hitchcock magazine no 18, septembre 1962 ; réédition sous le titre Pas de poison pour Henry dans le recueil Histoires de meurtre, Chantecler, 1979 ; réédition sous le titre La Femme qui rétrécit dans le recueil Trente recettes pour crimes parfaits, Nantes, L'Atalante, 1998
- Mooney versus Cat (1962) Publié en français sous le titre Le Chat passe en jugement, Paris, Opta, Mystère magazine no 200, septembre 1964 ; réédition sous le titre Mooney et le Chat dans le recueil Histoires de meurtre, Chantecler, 1979
- The Old Guard (1962)
- You Can't Win (1962) Publié en français sous le titre Mr. Brodsky, propriétaire, Paris, Opta, Alfred Hitchcock magazine no 27, juillet 1963
- An Interior Motive (1963)
- The Professionals (1963) Publié en français sous le titre Les Professionnels, Paris, Opta, Alfred Hitchcock magazine no 36, avril 1964
- Ruthless (1963)
- Never Trust an Ancestor (1963) Publié en français sous le titre La Voix du sang, Paris, Opta, Alfred Hitchcock magazine no 58, février 1966
- The Awful Experiment (1963) Publié en français sous le titre La Momie ambulante, Paris, Opta, Alfred Hitchcock magazine no 53, septembre 1965
- Gun Shy (1964)
- The Mule (1964)
- The Raider (1964)
- The Case of the Silent Witness (1964)
- The Fall (1964) Publié en français sous le titre L'Assassinat du suicidé, Paris, Opta, Alfred Hitchcock magazine no 57, janvier 1966
- The Wrong Sort (1965)
- The Return of Sam Lipkin (1965) Publié en français sous le titre Rêves de mort, Paris, Opta, Alfred Hitchcock magazine no 67, novembre 1966
- Storm's End (1968) Publié en français sous le titre L'Appel de la mer, Paris, Opta, Alfred Hitchcock magazine no 99, août 1969 ; réédition dans le recueil Eaux mystérieuses et Mers infernales, Nantes, L'Atalante, 2000
- The Experts (1969) Publié en français sous le titre Quand l'ombre frappe, Paris, Opta, Alfred Hitchcock magazine no 98, juillet 1969 ; réédition sous le titre Les Experts dans le recueil Histoires à corps et à crime, LGF, coll. « Le Livre de poche » no 6890, 1990
- The Room (1969)
- Daniel and the Hadley-Simpson (1969)
- The Bargain (1969)
- The Craftsman (1969) Publié en français sous le titre L'Homme de l'art, Paris, Opta, Alfred Hitchcock magazine no 107, avril 1970
- Who Sits in Judgment (1969)
- Two Tickets to Miami (1970) Publié en français sous le titre Deux billets pour Miami, Paris, Opta, Alfred Hitchcock magazine no 113, octobre 1970
- The Businessmen (1970) Publié en français sous le titre Les Businessmen, Paris, Opta, Alfred Hitchcock magazine no 112, septembre 1970
- The Investor (1970) Publié en français sous le titre Un bon investissement, Paris, Opta, Alfred Hitchcock magazine no 113, octobre 1970
- The Intelligent Discussion (1970) Publié en français sous le titre Une discussion intelligente, Paris, Opta, Alfred Hitchcock magazine no 117, février 1971
- The Great Heist (1971)
- The Ache (1971) Publié en français sous le titre Sans douleur, Paris, Opta, Alfred Hitchcock magazine no 128, janvier 1972
- The Recorder (1972)
- The Reckoning (1973)
- The Dip and the Svengali (1973)
- The Testing (1973)
- Breaking Point (1973)
- A Brainy Caper (1974)
- The High (1975)

## Sources
: document utilisé comme source pour la rédaction de cet article.
- Claude Mesplède (dir.), Dictionnaire des littératures policières, vol. 2 : J - Z, Nantes, Joseph K, coll. « Temps noir », 2007, 1086 p. (ISBN 978-2-910-68645-1, OCLC 315873361), p. 1070-1071.